# St-Sépulcre (Beaumont-du-Ventoux)

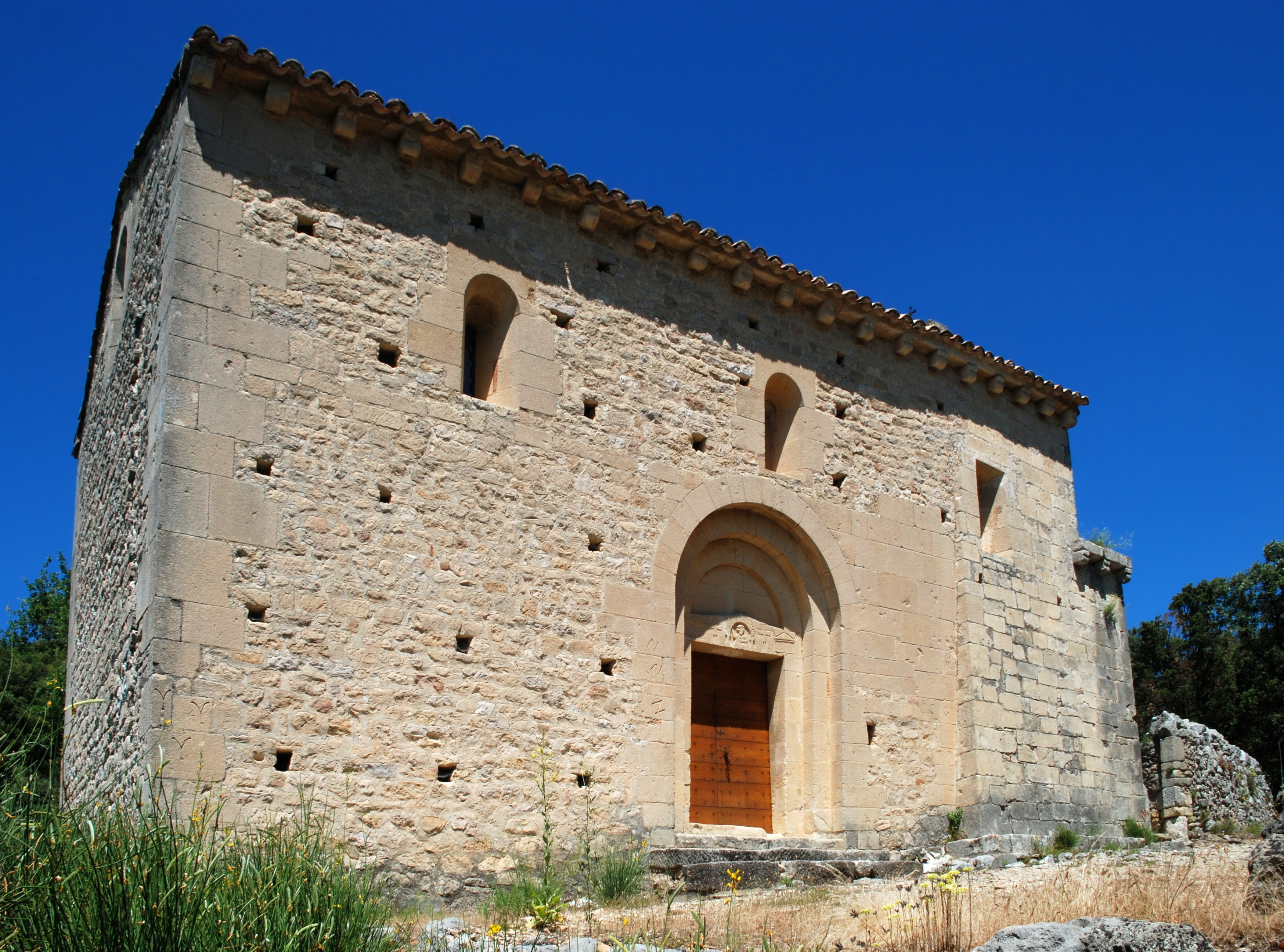
Saint-Sépulcre in Beaumont-du-Ventoux

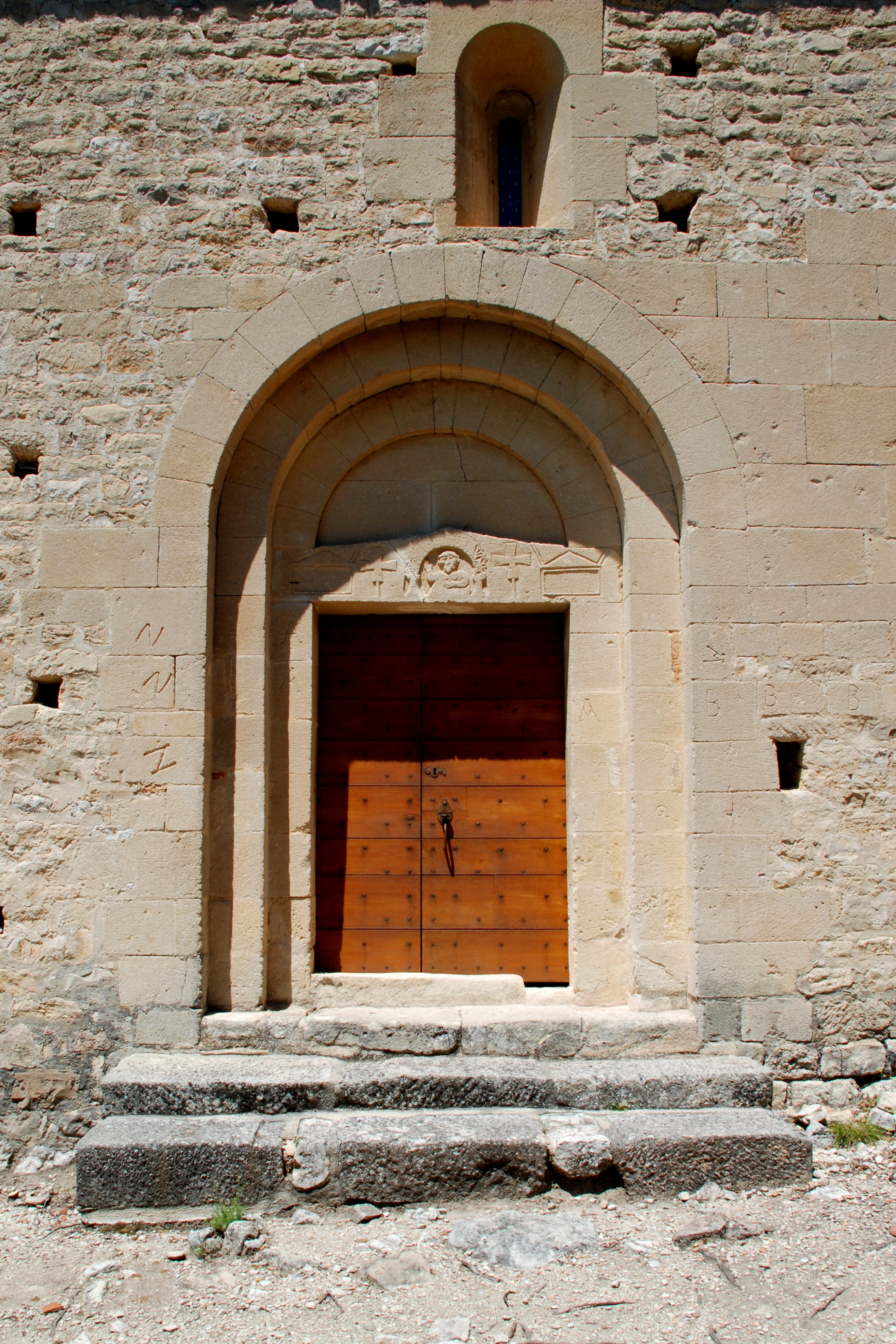
Portal der Kapelle

Die katholische Kapelle St-Sépulcre in Beaumont-du-Ventoux, einer Gemeinde im französischen Département Vaucluse in der Region Provence-Alpes-Côte d’Azur, wurde Mitte des 12. Jahrhunderts errichtet.

## Geschichte
Die der Grabeskirche (französisch sépulcre) geweihte Kapelle gehörte zu einem Priorat der Abtei Saint-Victor in Marseille. Sie wurde im 17. Jahrhundert umgebaut und 1987 umfassend renoviert. Die Kapelle in der Nähe der Landstraße zum Weiler Valettes ist seit dem Jahr 2000 ein geschütztes Kulturdenkmal (Monument historique).

## Architektur
Die Kapelle ist aus sorgfältig bearbeiteten Quadersteinen gemauert, die sehr viele Steinmetzzeichen aufweisen. Das Langhaus, die beiden Seitenschiffe und der sich anschließende halbrunde Chor werden von einem Tonnengewölbe bedeckt. Das Tympanon des Portals an der südlichen Fassade besitzt eine Szene, die unterschiedlich interpretiert wird: Die einen sehen darin den segnenden Christus von zwei Kreuzen umgeben, die anderen sehen einen Menschen, der einen Schwur leistet. Nur ganz kleine Fenster mit gestelzten Bögen geben dem Inneren des Gebäudes ein wenig Licht. Auf dem Satteldach sitzt ein Glockengiebel mit einer Glocke.